# Качонки
Качо́нки (рос. Качонки) — присілок у складі Нагорського району Кіровської області, Росія. Входить до складу Мулінського сільського поселення.
Населення становить 38 осіб (2010, 76 у 2002).
Національний склад станом на 2002 рік — росіяни 100 %.